# San Casciano in Val di Pesa

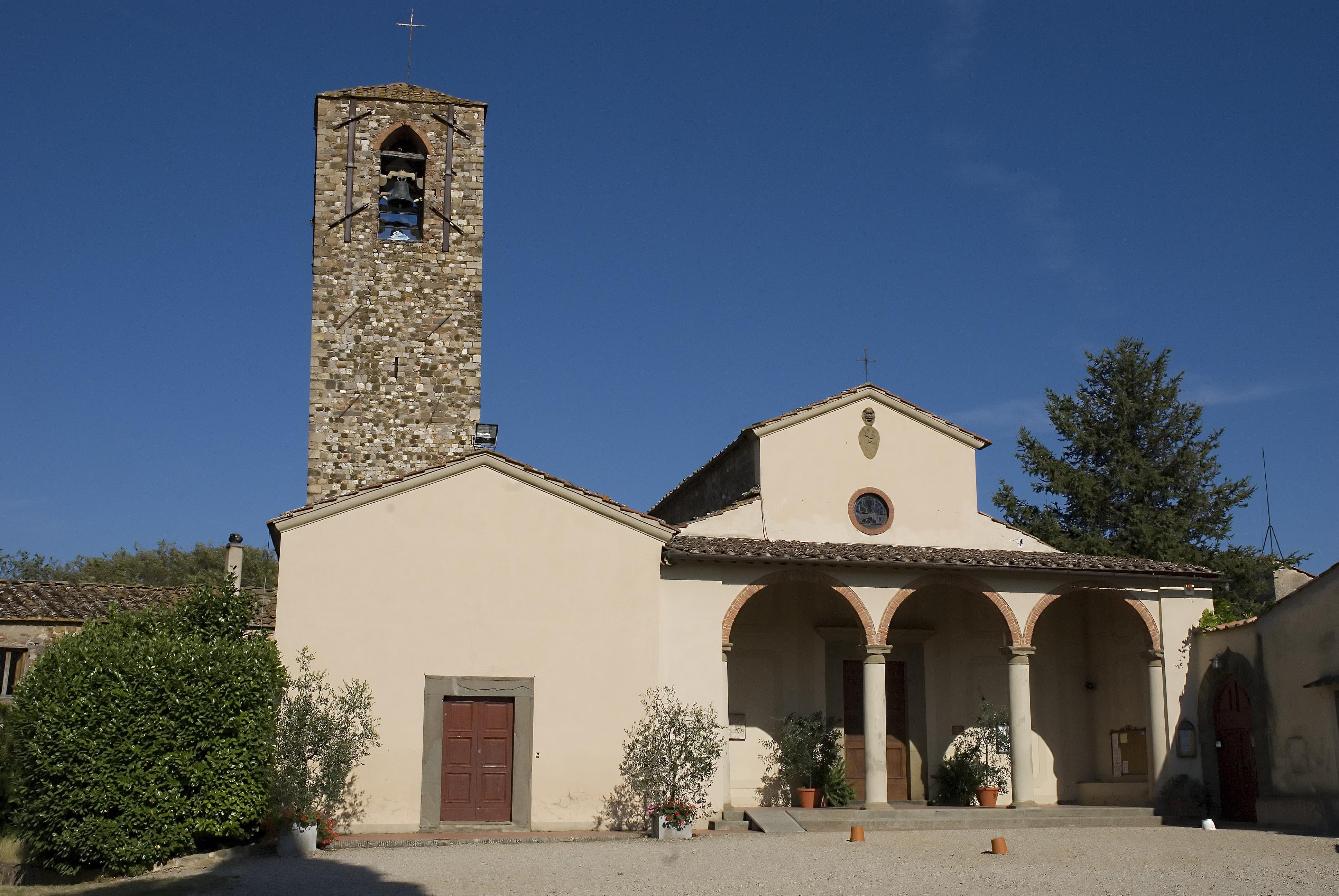
Kościół św. Cecylii

San Casciano in Val di Pesa – miejscowość i gmina we Włoszech, w regionie Toskania, w prowincji Florencja.
Według danych na rok 2004 gminę zamieszkiwało 16 169 osób, 149,7 os./km².

## Miasta partnerskie
- Mahbes, Sahara Zachodnia
- Morgan Hill. Stany Zjednoczone
- Nieuwerkerken, Belgia